# Бейкер, Алан (сёги)
Алан Бейкер (англ. Alan Baker) — профессор философии в Суортмор-колледже (Пенсильвания, входит в тройку лучших колледжей свободных искусств США), специализирующийся на философии математики и философии науки; один из сильнейших сёгистов США, 3 дан ФЕСА.

## Сёги
Будучи заядлым шахматистом, Алан научился играть в сёги в 1996 году, в Японии. После этого он переключился на сёги, а в 2005 году основал в Свартморском колледже клуб сёги — единственный студенческий клуб сёги в США.
В 2012 году клуб посетили 5 профессиональных сёгистов из Японии (включая Хатасу Ито 7 дана, известного составителя цумэ-сёги, и Хацуми Уэду, обладательницу титула Дзёо) — крупнейшая делегация профессионалов, когда-либо приезжавшая к сёгистам США.
На 1 января 2017 года, как выступающий на некоторых турнирах за Великобританию, Алан занимал 6-ю позицию в европейском ФЕСА-листе с рейтингом Эло 2107.

### Разряды
- 2000: 1 кю
- 2001: 1 дан
- 2002: 2 дан
- 2008: 3 дан[3]

### Турнирные результаты
- 2007: Чемпион США по сёги[4].
- 2008: III место в основном турнире 4-го Международного форума сёги (Тендо)[7].
- 2009: II место в открытом Чемпионате Великобритании по сёги
- 2011: 8-е место на 5-м Международном форуме сёги (Париж)[3].
- 2014: I место в группе B (то есть среди не прошедших отборочный этап) 6-го Международного форума сёги.